# Чудотворская церковь (Иркутск)
Чудотво́рская це́рковь (также Це́рковь святы́х Проко́пия и Иоа́нна, Устю́жских Чудотво́рцев, Проко́пьевская це́рковь) — утраченный православный храм в Иркутске, который был расположен на Чудотворской улице.

## История
В 1703 году выходцами из Великого Устюга была построена первая деревянная церковь во имя святых Прокопия и Иоанна, Устюжских Чудотворцев. В 1741 году на средства иркутского купца М. И. Глазунова была заложена каменная Чудотворская церковь. По церкви была названа Чудотворская улица (в 1920—2016 годах — улица Бограда). В 1930-е годы церковь была закрыта, затем снесена, на её месте был построен жилой дом. На Чудотворской улице сохранился бывший дом священника с постройками и сквером.
В 2012 году комиссия по топонимике при администрации Иркутска предложила вернуть улице Бограда историческое название. Решение о переименовании было принято в 2016 году — мэр Иркутска подписал указ о возвращении исторической справедливости и вернул улице её прежнее название — Чудотворская.

## Память
- На стене жилого дома, построенного на месте церкви, установлен деревянный крест и памятная доска[4].